# Teatro della Pergola

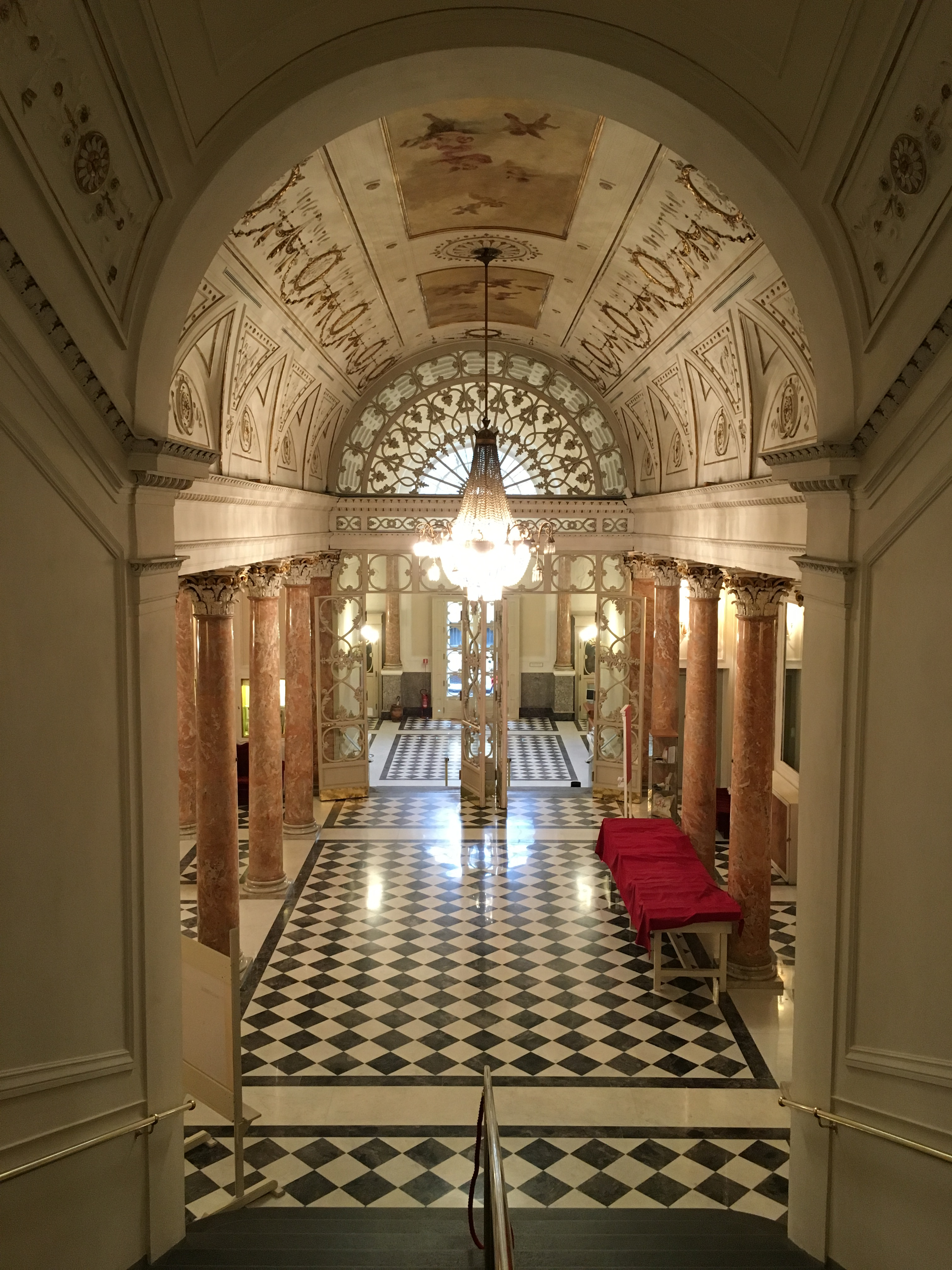
Foyer divadla

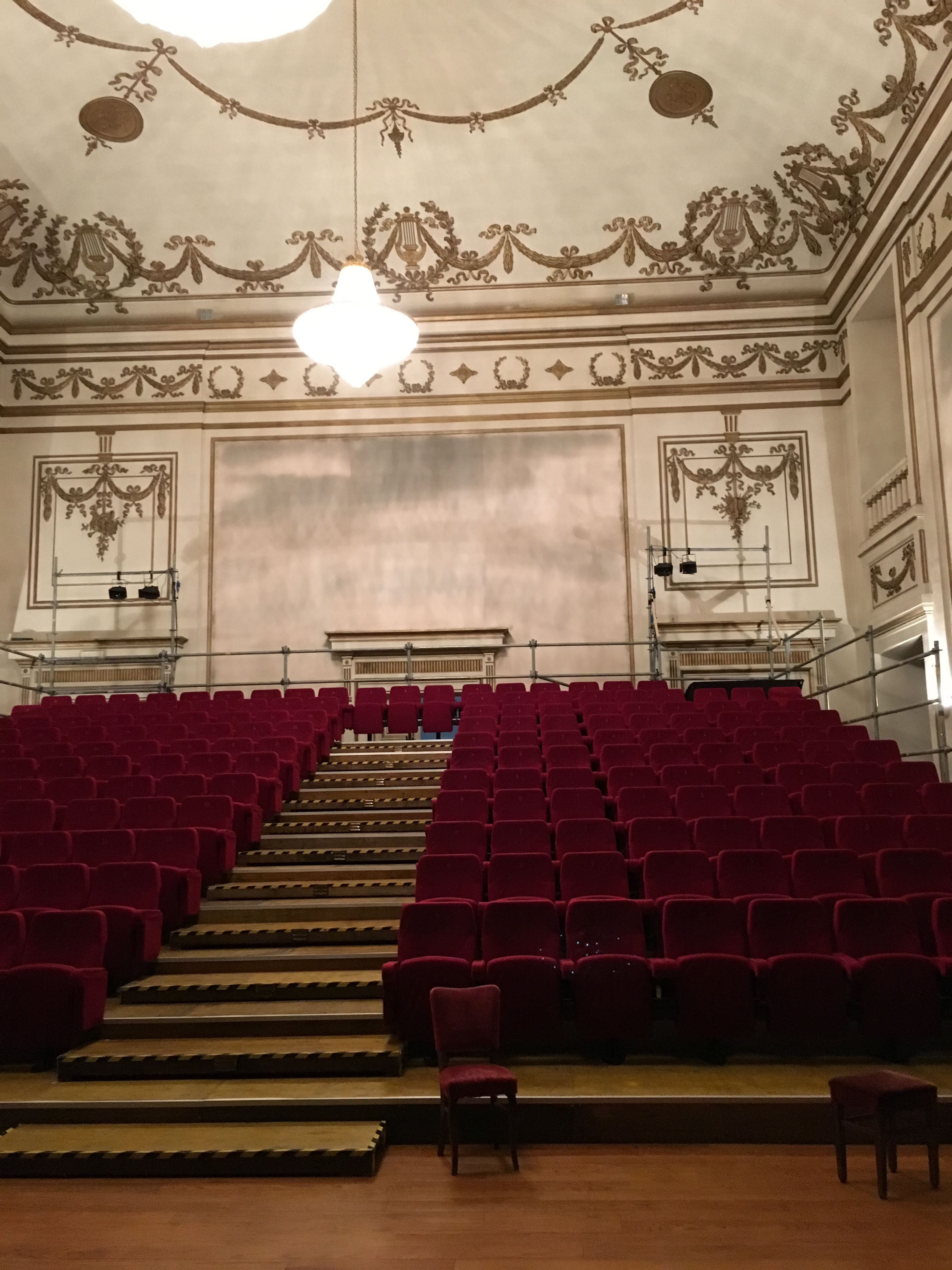
Sál Saloncima

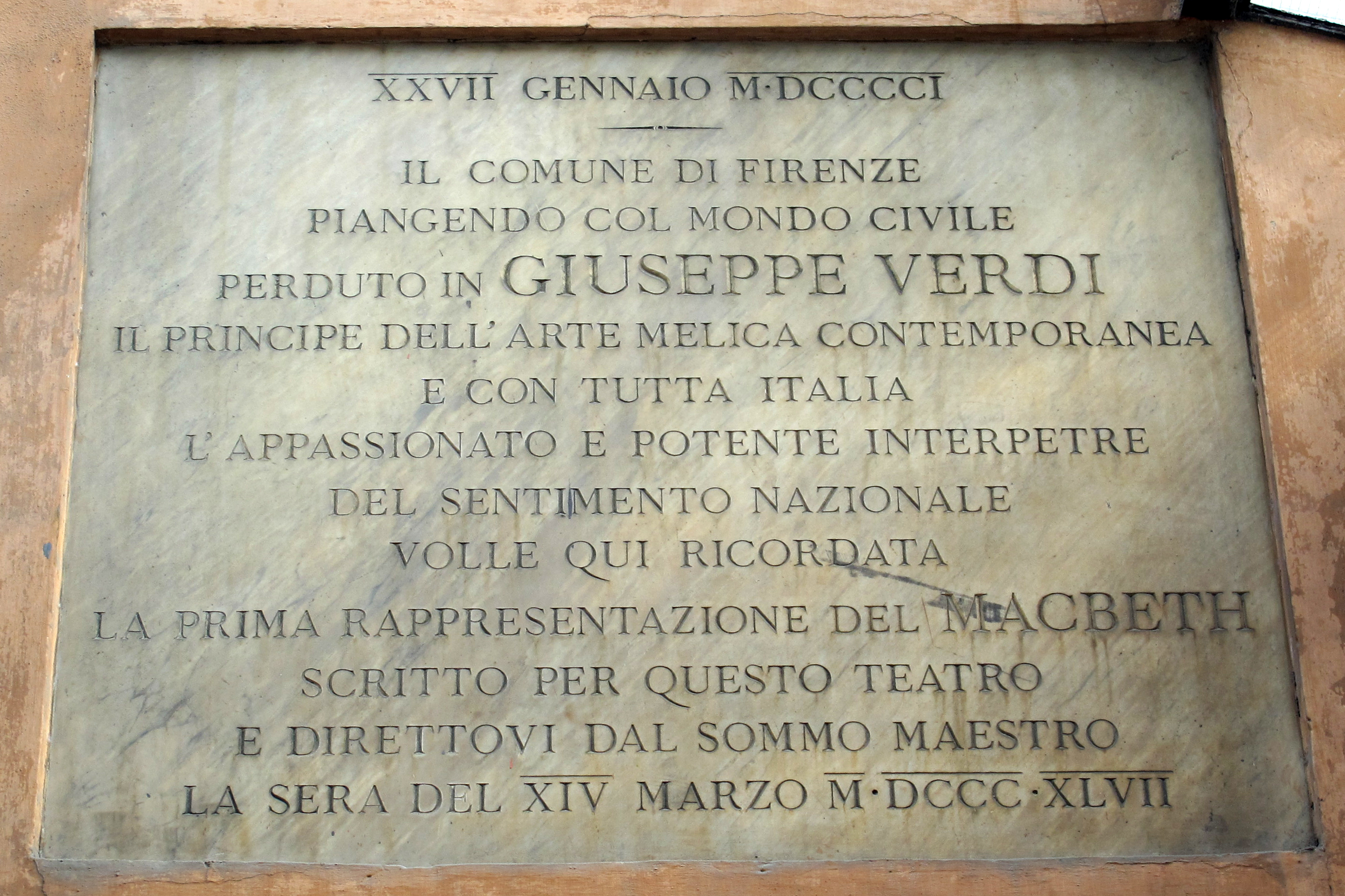
Pamětní deska na počest premiéry Verdiho Macbetha.

Teatro della Pergola (také Teatro degl'Immobili) je historické operní divadlo ve Florencii. Je považováno za nejstarší provozované divadlo v Itálii. Na témže místě se hraje více než 350 let.

## Historie divadla
Florentskou první operní scénu, Teatro della Pergola, také známou jako Teatro degl'Immobili, postavila Accademia degli Immobili založená Giovanim Carlo de'Medici na Via della Pergola jako soukromé divadlo pro florentskou šlechtu. Architektem byl Ferdinando Tacca. Původně mělo dřevěnou konstrukci.
Divadlo bylo otevřeno během karnevalové sezóny roku 1656 operou Jacopo Melaniho Il potestà di Colognole. Původně plánovaná premiéra opery Francesco Cavalliho L'Hipermestra byla kvůli problémům s jevištní technikou odložena až na rok 1658. Na oslavu sňatku velkovévody Cosima III. de Medici s Markétou Luisou Orleánskou zde byla v roce 1661 provedena opera Jacopo Melaniho Ercole in Tebe. Dva roky po smrti Giovaniho Carla bylo divadlo uzavřeno. V roce 1688 najal Ferdinando de'Medici architekta Ferdinanda Senghera, aby divadlo přestavěl pro svůj sňatek s Violante Beatrice Bavorskou, který byl oslaven následujícího roku představením Pagliardiho opery Il greco in Troia. Po oslavách Ferdinando unikl z divadla a nechal účty nesplacené. Cosimo III. divadlo zachránil a znovu je otevřel v roce 1718 premiérou opery Antonia Vivaldiho Scanderbergh. V dalších letech byly zpravidla uvedeny tři až čtyři opery žánru opera seria ročně a příležitostně také balet.
Pod vedením architekta Antonio Gali Bibiena byla okolo roku 1740 budova renovována. Architekt Luca Ristorini Saloncino přistavěl v prvním patře taneční sál, který byl v roce 2000 přeměněn ve druhý divadelní sál. V roce 1925 italský stát prohlásil divadlo národní památkou.
Současné divadlo má dvě divadelní scény. Hlavním sálem je Sala Grande a má 1500 sedadel. Druhý sál nese název podle svého tvůrce Saloncima a má 400 sedadel. Na repertoáru jsou převážně činoherní představení Opera je uváděna jen výjimečně.

## Premiéry v divadle Teatro della Pergola (výběr)
- Jacopo Melani: Il potestà di Colognole (1656)
- Francesco Cavalli: L'Hipermestra (1658)
- Jacopo Melani: Il pazzo per forza (1658)
- Jacopo Melani: Il vecchio balordo (1659)
- Jacopo Melani: Ercole in Tebe (1661)
- Jacopo Melani: La vedova (1662)
- Giovanni Maria Pagliardi: Il greco in Troia (1689)
- Antonio Vivaldi: Scanderbergh (1718)
- Luca Antonio Predieri: La fede ne' tradimenti (1718)
- Luca Antonio Predieri: Il trionfo della virtù (1719
- Luca Antonio Predieri: La finta pazzia di Diana (1719)
- Luca Antonio Predieri: Il trionfo di Solimano, ovvero Il trionfo maggiore è vincere se stesso (1719)
- Luca Antonio Predieri: Tito Manlio (1721)
- Antonio Vivaldi: Ipermestra (1727)
- Antonio Vivaldi: L'Atenaide o sia Gli affetti generosi (1728)
- Giovanni Battista Pescetti: Demetrio (1732)
- Luca Antonio Predieri: La serva padrona (1732)
- Antonio Vivaldi: Ginevra, Principessa di Scozia (1736)
- Egidio Duni: Catone in Utica (1740)
- Giuseppe Scarlatti: Arminio in Germania (1741)
- Giuseppe Scarlatti: Siroe (1742)
- Egidio Duni: Baiazette o Tamerlano (1743)
- Egidio Duni: Artaserse (1744)
- Domènec Terradellas: Semiramide riconosciuta (1746)
- Georg Christoph Wagenseil: Demetrio (1746)
- David Perez: Artaserse (1748)
- Giovanni Battista Pescetti: Farnace (1749)
- Giovanni Battista Pescetti: Arianna e Teseo (1750)
- Pietro Auletta: Didone (1759)
- Niccolò Piccinni: Il rè pastore (1760)
- Antonio Sacchini: Eumene (1764)
- Josef Mysliveček: L'Ipermestra (1769)
- Josef Mysliveček: Montezuma (1771)
- Francesco Bianchi: Il gran Cidde (1773)
- Giovanni Paisiello: Il gran Cid (1775)
- Giuseppe Sarti: Medonte Re di Epiro (1777)
- Giovanni Marco Rutini: Zulima (1777)
- Giuseppe Sarti: Achille in Sciro (1779)
- Francesco Bianchi: Erifile (1779)
- Francesco Bianchi: Castore e Polluce (1779)
- Giacomo Rust: Demofoonte (1780)
- Felice Alessandri: Attalo re di Bitinia (1780)
- Francesco Bianchi: Venere e Adone (1781)
- Luigi Cherubini: Armida abbandonata (1782)
- Luigi Cherubini: Mesenzio re d'Etruria (1782)
- Luigi Cherubini: L'Idalide (1784)
- Domenico Cimarosa: La vanità delusa (1784)
- Felice Alessandri: L'imbroglio delle tre spose (1784)
- Angelo Tarchi: La Virginia (1785)
- Angelo Tarchi: Ifigenia in Tauride (1785)
- Angelo Tarchi: Publio (1786)
- Antonio Brunetti: Il Bertoldo (1788)
- Francesco Bianchi: L'Arminio (1790)
- Silvestro Palma: L'ingaggiatore di campagna (1792)
- Marcos António Portugal: Il Cinna (1793)
- Marcos António Portugal: La vedova raggiratrice, o siano I due sciocchi delusi (1794)
- Niccolò Antonio Zingarelli: Alzira (1794)
- Ferdinando Paër: L'inganno in trionfo (1794)
- Ferdinando Paër: L'Idomeneo (1794)
- Ferdinando Paër: L'orfana riconosciuta (1796)
- Angelo Tarchi: Ester (1797)
- Francesco Basili: Il ritorno di Ulisse (1798)
- Francesco Basili: Achille all'assedio di Troia (1798)
- Giuseppe Mosca: Rinaldo ed Armida (1799)
- Stefano Pavesi: La fiera (1804)
- Ferdinando Paër: Il maniscalco (1805)
- Johann Simon Mayr: Palmira, o sia Il trionfo della virtù e dell'amore (1806)
- Stefano Pavesi: Il maldicente, ovvero La bottega del caffè (1807)
- Stefano Pavesi: Aspasia e Cleomene (1812)
- Pasquale Sogner: Le avventure di Gilotto (1813)
- Giovanni Pacini: La ballerina raggiratrice (1814)
- Giovanni Pacini: L'ambizione delusa (1814)
- Giovanni Pacini: La Rosina (1815
- Ferdinando Paër: Lo sprezzatore schernito (1816)
- Giuseppe Mosca: La gioventù di Enrico V (1818)
- Alessandro Curmi: Aristedemo (1830)
- Gaetano Donizetti: Parisina (1833)
- Gaetano Donizetti: Rosmonda d'Inghilterra (1834)
- Federico Ricci: Luigi Rolla e Michelangelo (1841)
- Teodulo Mabellini: Il conte di Lavagna (1843)
- Giovanni Pacini: Bondelmonte (1845)
- Teodulo Mabellini: Maria di Francia (1846)
- Luigi Ricci: Il birraio de Preston (1847)
- Giuseppe Verdi: Macbeth (1847)
- Teodulo Mabellini: Il convito di Baldassare (1852)
- Teodulo Mabellini: Fiammetta (1857)
- Pietro Mascagni: I Rantzau (1892)
- Gian Francesco Malipiero: Il figluol prodigo (1957)
- Gian Francesco Malipiero: Venere prigioniera (1957)
- Luigi Dallapiccola: Volo di notte (1940)

Nejznámější a nejvýznamnější premiérou byl Verdiho Macbeth 14. března 1847.